# Volevo solo nuotare (200.000 bracciate con Rachele Bruni)
Volevo solo nuotare (200.000 bracciate con Rachele Bruni) è un romanzo biografico sulle vicende della campionessa di nuoto di Fondo dell’Esercito Rachele Bruni, l'atleta che ha dichiarato pubblicamente la propria omosessualità in occasione della sua vincita di una medaglia olimpionica. Il libro, scritto da Luca Farinotti nel 2019, vinse il Premio Selezione Bancarella Sport 2020. 

## Trama
Divenuta ingiustamente celebre a livello mondiale per avere dedicato alla sua compagna la medaglia d’argento conquistata ai Giochi della XXXI Olimpiade, piuttosto che per la sua impresa sportiva, la Bruni si fa portavoce della normalizzazione dell’omosessualità nello sport,  riscattandola dai pregiudizi e dalle strumentalizzazioni sociopolitiche che la circondano:
(Rachele Bruni, Volevo solo nuotare)
La Bruni racconta poi come sia diventata la nuotatrice italiana più medagliata di sempre (in ambito sia maschile che femminile), pur essendole attribuite una scarsa “acquaticità” e assenza di talento da parte di molti tecnici, grazie all’incontro con l’allenatore guru Fabrizio Antonelli (anche coach di Gregorio Paltrinieri) con il quale realizza l’impresa olimpica nella drammatica gara di Copacabana.

## Impatto sociale
Volevo solo nuotare, come sottolineato dai vertici sportivi dell’Esercito Italiano e dal presidente della Federazione Italiana Nuoto Paolo Barelli, si inserisce in un contesto di divulgazione di principi sportivi, laddove “è giusto stupirsi che all’indomani di una medaglia olimpica si parli più dell’orientamento sessuale dell’atleta che di un risultato conseguito dopo quattro anni di duro lavoro”, fornendo “un importante contributo al processo di sensibilizzazione teso ad avvalorare chi, a prescindere dal genere, vive da italiano orgogliosamente libero nel pensiero e nella quotidianità”.

## Giudizio della critica
Volevo solo nuotare ha ricevuto giudizi unanimemente positivi dalla critica, aggiudicandosi il Premio Selezione Bancarella Sport 2020 attribuito dalla giuria presieduta da Paolo Francia e Paolo Liguori, e piazzandosi poi al terzo posto assoluto tra i migliori libri sportivi dell’anno nella votazione di librerie e Panathlon, oltre a essere menzionato dal Comitato olimpico nazionale italiano.

## Controversie
Volevo solo nuotare è stato oggetto di un lungo contenzioso tra editori che causò problemi e ritardi alla distribuzione del volume; pubblicato dapprima in collaborazione tra il brand ligure Olympic Dream e la casa editrice fiorentina Artingenio, in seguito alla separazione dei due, continuò a essere pubblicato sia da quest’ultimo che da Olympic Dream, con il marchio Italia sul podio. A seguito dei ricorsi, il Tribunale di Firenze sancì la piena legittimità della pubblicazione di Olympic Dream, condannando Artingenio a ritirare i propri volumi e a risarcire la Olympic Dream. Una successiva sentenza del Tribunale di Massa riassegnava invece ad Artingenio i diritti d’autore.

## Edizioni
1. Luca Farinotti, Volevo solo nuotare (200.000 bracciate con Rachele Bruni), Firenze, Artingenio, 2019. ISBN 9788831950091
2. Luca Farinotti, Volevo solo nuotare (200.000 bracciate con Rachele Bruni), La Spezia, Italia sul podio, 2020, ISBN 9788894530940